# Хај Риџ (Мисури)
Хај Риџ (енгл. High Ridge) насељено је место без административног статуса у америчкој савезној држави Мисури.

## Демографија
По попису из 2010. године број становника је 4.305, што је 69 (1,6%) становника више него 2000. године.
| Група             | 2000.         | 2010.         |
| Белци             | 4.104 (96,9%) | 4.123 (95,8%) |
| Афроамериканци    | 13 (0,3%)     | 17 (0,4%)     |
| Азијати           | 17 (0,4%)     | 33 (0,8%)     |
| Хиспаноамериканци | 49 (1,2%)     | 81 (1,9%)     |
| Укупно            | 4.236         | 4.305         |